# Андроник Комнин Ватаци
Андроник Комнин Ватаци (на средногръцки: Ανδρόνικος Κομνηνός Βατάτζης, † 1176) е византийски военачалник от XII век – племенник на император Мануил I Комнин.
Андроник Комнин Ватаци е син на византийския военачалник и пансеваст Теодор Ватаци и на Евдокия Комнина. Майката на Андроник е дъщеря на император Йоан II Комнин и съпругата му Ирина. На един печат, датиран към 1163 г., е посочено: „Андроник Комнин, син на Евдокия, издънка от багренороден корен, племенник на император Мануил, син на Теодор Ватаци“. В списъците от синода, състоял се на 6 март 1166 г., също е засвидетелствано присъствието на  „господин Андроник Комнин, сестриник на царстващия император, и син на пансеваста...господин Теодор Ватаци...“
През 1176 Андроник Комнин Ватаци е поставен начело на войски, събрани от Пафлагония и Хераклея Понтика, и изпратен срещу селджуците в Амасея. Убит е по време на обсадата на Никсар (Неокесарея) през септември същата година, а отрязаната му глава е изпратена като трофей на султана и била изложена набита на копие по време на битката при Мириокефалон, която се състояла малко след това.
Андроник Комнин Ватаци е бил женен за неизвестна по име жена, от която е имал поне един син, когото някои изследователи идентифицират с протосеваст Алексий Комнин Ватаци, който е бил женен за монфератска принцеса, приела името Зоя.